# バニティ・フェア (1859年創刊のアメリカ合衆国の雑誌)

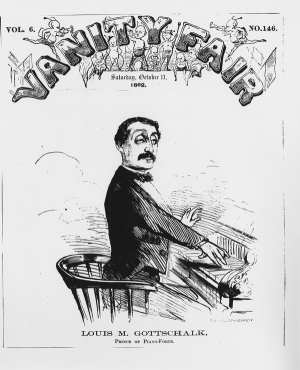
ルイス・モロー・ゴットシャルクを描いた、『バニティ・フェア』1862年10月11日号の表紙。

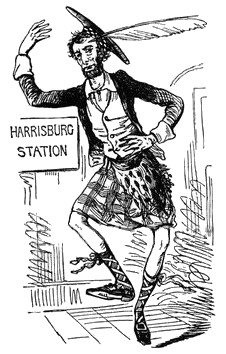
『バニティ・フェア』1861年3月9日号に掲載された、エイブラハム・リンカーン大統領の風刺画。

『バニティ・フェア (Vanity Fair)』は、1860年代はじめに、ニューヨークで刊行されていたアメリカ合衆国の週刊誌。創刊号は、1859年12月31日号、終刊号は1863年7月4日号であった。
この雑誌の構想は、当時ニューヨークのボヘミアンたちが集う場であったパフス・ビア・セラー (Pfaff's beer cellar) で、詩人ジョージ・アーノルド (George Arnold)、小説家フィッツ＝ジェイムズ・オブライエン、女優エイダ・クレア (Ada Clare) などの交流の中から生まれた。創刊号に掲載された詩人トマス・ベイリー・オルドリッチ (Thomas Bailey Aldrich) の詩にもパフスへの言及がある。
漫画という意味ではなく、読んで笑える読み物という意味でのコミック雑誌の構想を実現させた中心人物は、挿画画家ヘンリー・ルイス・スティーヴンス (Henry Louis Stephens) であり、スティーヴンスは資金提供を知人から取りつけ、自分の兄弟たちを発行人、編集人に立てて、『バニティ・フェア』の刊行を始め、雑誌は幸先の良いスタートを切った。収録される挿画は多数ではなかったが十分な数があり、質も高かった。
『バニティ・フェア』にとって最も重要な寄稿者となったのは、筆名「アルテマス・ウォード (Artemus Ward)」として知られたユーモア作家チャールズ・ファーラー・ブラウン (Charles Farrar Browne) で、原稿1本10ドルでこの雑誌への寄稿を始め、後には1961年はじめにニューヨークへ移り住み、『バニティ・フェア』のスタッフとなった。ジョージ・アーノルド も「マカロン (McArone)」の筆名で多数の詩を寄稿した。
『バニティ・フェア』は政治風刺も取り上げており、創刊当時の大統領ジェームズ・ブキャナン、民主党の大統領候補になったスティーブン・ダグラス、進歩的共和党の創設者ホレス・グリーリーなどは、『バニティ・フェア』の風刺画で頻繁に取り上げられた。南北戦争（1861年 - 1865年）の時代にあって、『バニティ・フェア』は黒人奴隷に対しては冷淡な姿勢をとっており、この姿勢が経営の行き詰まりの遠因のひとつであったとも考えられている。